# قرار مجلس الأمن التابع للأمم المتحدة رقم 494
قرار مجلس الأمن التابع للأمم المتحدة رقم 494، المعتمد في 11 كانون الأول / ديسمبر 1981، بعد النظر في مسألة التوصية بتعيين الأمين العام للأمم المتحدة، أوصى المجلس الجمعية العامة بتعيين السيد خافيير بيريز دي كوييار لمنصب فترة خمس سنوات من 1 يناير 1982 إلى 31 ديسمبر 1986.
اتخذ القرار بالإجماع من قبل المجلس.